# A Mátra növényfajainak listája
A Mátra területén több növényfaj él. Ez a lista ezen növényfajok nemzetségek szerint való csoportosítása. A növények faj és nemzetség neveinél az Új magyar füvészkönyvet vettük alapul.

## Csoportosításra vár
A hegységben élő növényfajok nemzetség szerinti bontás nélkül: erdei ujjaskosbor (Dactylorhiza fuchsii), hússzínű ujjaskosbor (Dactylorhiza incarnata), széleslevelű ujjaskosbor (Dactylorhiza majalis), bodzaszagú ujjaskosbor (Dactylorhiza sambucina), háromfogfű (Danthonia decumbens), dunai szegfű (Dianthus collinus), réti szegfű (Dianthus deltoides), nagyezerjófű (Dictamnus albus), erdei fejvirág (Dipsacus pilosus), magyar zergevirág (Doronicum hungaricum), hegyi pajzsika (Dryopteris assimilis), szálkás pajzsika (Dryopteris carthusiana), széles pajzsika (Dryopteris dilatata), hegyi pajzsika (Dryopteris expansa), süntök (Echinocystis lobata), piros kígyószisz (Echium maculatum), keskenylevelű ezüstfa (Eleagnus angustifolia), szálkás tarackbúza (Elymus caninus), rózsás füzike (Epilobium roseum), iszapzsurló (Equisetum fluviatile), téli zsurló (Equisetum hyemale), erdei zsurló (Equisetum sylvaticum), óriás zsurló (Equisetum telmateia), tarka zsurló (Equisetum variegatum), rózsás füzike (Epilobium roseum), széleslevelű nőszőfű (Epipactis helleborine), kislevelű nőszőfű (Epipactis microphylla), Tallós-nőszőfű (Epipactis tallosii), nagy tőtippan (Eragrostis megastachya), (Eragrostis pilosa), keskenylevelű gyapjúsás (Eriophorum angustifolium), magyar repcsény (Erysimum odoratum), fűzlevelű kutyatej (Euphorbia salicifolia), német penészvirág (Filago germanica), közönséges kutyabenge (Frangula alnus), virágos kőris (Fraxinus ornus), cseh tyúktaréj (Gagea bohemica), kikeleti hóvirág (Galanthus nivalis), (Galium boreale), sváb rekettye (Genista germanica L.), Szent László-tárnics (Gentiana cruciata), kornistárnics (Gentiana pneumonanthe), mocsári gólyaorr (Geranium palustre), fodros gólyaorr (Geranium phaeum), tövises lepényfa (Gleditsia triacanthos), (Glyceria nemoralis), erdei gyopár (Gnaphalium sylvaticum), iszapgyopár (Gnaphalium uliginosum), közönséges tölgyespáfrány (Gymnocarpium dryopteris), mirigyes tölgyespáfrány (Gymnocarpium robertianum), hölgyestike (Hesperis matronalis), szomorú estike (Hesperis tristis), varjúmák (Hibiscus trionum), békaliliom (Hottonia palustris), foltos orbáncfű (Hypericum maculatum), hegyi orbáncfű (Hypericum montanum), ciprusmoha (Hypnum cupressiforme), kisvirágú nebáncsvirág (Impatiens parviflora), erdei peremizs (Inula conyza), kardlevelű peremizs (Inula ensifolia), hengerfészkű peremizs (Inula germanica), selymes peremizs (Inula oculus-christi), pázsitos nőszirom (Iris graminea), sárga nőszirom (Iris pseudacorus), apró nőszirom (Iris pumila), tarka nőszirom (Iris variegata), hegyi kékcsillag (Jasione montana), gömbös kövirózsa (Sempervivum globiferum), sárga kövirózsa (Sempervivum globiferum subsp. hirtum), bugás csörgőfa (Koelreuteria paniculata), kék saláta (Lactuca perennis), gatyás saláta (Lactuca viminea), erdei sárgaárvacsalán (Lamiastrum galeobdolon), rutén bordamag (Laserpitium pruthenicum), sujtár (Laser trilobum), kacstalan lednek (Lathyrus nissolia), magyar lednek (Lathyrus pannonicus), erdei lednek (Lathyrus sylvestris), parlagi madármályva (Lavatera thuringiaca), apró békalencse (Lemna minor), erdei margitvirág (Leucanthemella margaritae), orvosi lestyán (Levisticum officinale), hegyi tömjénillat (Libanotis pyrenaica), turbánliliom (Lilium martagon), gérbics (Limodorum abortivum), hibrid gyújtoványfű (Linaria x kocianovichii), sárga len (Linum flavum), borzas len (Linum hirsutum), árlevelű len (Linum tenuifolium), békakonty (Listera ovata), jerikói lonc (Lonicera caprifolium), erdei holdviola (Lunaria rediviva), déli perjeszittyó (Luzula forsteri), halvány perjeszittyó (Luzula pallescens), bársonyos kakukkszegfű (Lychnis coronaria), közönséges ördögcérna (Lycium barbarum), kapcsos korpafű (Lycopodium clavatum), pénzlevelű lizinka (Lysimachia nummularia), pettyegetett lizinka (Lysimachia punctata), alacsony füzény (Lythrum hyssopifolia), vesszős füzény (Lythrum virgatum), kétlevelű árnyékvirág (Maianthemum bifolium), magas gyöngyperje (Melica altissima), tarka gyöngyperje (Melica picta), citromfű (Melissa officinalis), sudár topagyom (Micropus erectus), erdei kékperje (Molinia litoralis), fenyőspárga (Monotropa hypopitys), fehér eperfa (Morus alba), epergyöngyike (Muscari botryoides), gyepes nefelejcs (Myosotis laxa ssp.caespitosa), lazavirágú nefelejcs (Myosotis sparsiflora), erdei nefelejcs (Myosotis sylvatica), szőrfű (Nardus stricta), illatos macskamenta (Nepeta cataria), bugás macskamenta (Nepeta nuda), bugás macskamenta (Nepeta pannonica), madárfészek kosbor (Neottia nidus-avis), tiszántúli iglice (Ononis spinosiformis), homoki vértő (Onosma arenaria), közönséges kígyónyelv (Ophioglossum vulgatum), agárkosbor (Orchis morio), bíboros kosbor (Orchis purpurea), tarka kosbor (Orchis tridentata), újabban (Neotinea tridentata), Orlay-turbolya (Orlaya grandiflora), nyulánk sárma (Ornithogalum pyramidale), gyöngvirágos körtike (Orthilia secunda), kisvirágú csodatölcsér (Oxybaphus nyctagyneus), farkasszőlő (Paris quadrifolia), fehér acsalapu (Petasites albus), vörös acsalapu (Petasites hybridus), sziki kocsord (Peucedanum officinale), fénymag (Phalaris canariensis), buglyospáfrány (Phegopteris connectilis), gumós macskahere (Phlomis tuberosa), lampionvirág (Physalis alkekengi), erdei varjúköröm (Phyteuma spicatum), bajuszos kásafű (Piptatherum virescens), ezüstös útifű (Plantago argentea), fehér sarkvirág (Platanthera bifolia), zöldes sarkvirág (Platanthera chlorantha), mocsári perje (Poa palustris), magyar perje (Poa pannonica), hegyi perje (Poa remota), nagy pacsirtafű (Polygala major), szenegafű (Polygala senega), vagy (Polygala vulgaris), karéjos vesepáfrány (Polystichum aculeatum), fehér pimpó (Potentilla alba), vörösszárú pimpó (Potentilla heptaphylla), terpedt pimpó (Potentilla leucopolitana), kisvirágú pimpó (Potentilla micrantha), kövi pimpó (Potentilla rupestris), sudár kankalin (Primula elatior), szártalan kankalin (Primula vulgaris), nagyvirágú gyíkfű (Prunella grandiflora), csepleszmeggy (Prunus fruticosa), zelnicemeggy (Prunus padus), saspáfrány (Pteridium aquilinum), leánykökörcsin (Pulsatilla grandis), fekete kökörcsin (Pulsatilla pratensis subsp. nigricans), zöldes körtike (Pyrola chlorantha), kis körtike (Pyrola minor), molyhos tölgy (Quercus pubescens), kocsányos tölgy (Quercus robur), havasi ribiszke (Ribes alpinum), vörös ribiszke (Ribes rubrum), fehér akác (Robinia pseudo-acacia), erdei rózsa (Rosa arvensis), havasalji rózsa (Rosa pendulina), jajrózsa (Rosa spinosissima), hamvas fűz (Salix cinerea), gombernyő (Sanicula europaea), fürtös kőtörőfű (Saxifraga paniculata), kőperje (Sclerochloa dura), csüngő belénd (Scopolia carniolica), sziki pozdor (Scorzonera cana), piros pozdor (Scorzonera purpurea), szárnyas görvélyfű] (Scrophularia umbrosa), tavaszi görvélyfű (Scrophularia vernalis), magas csukóka (Scutellaria altissima), kövi varjúháj (Sedum reflexum), lilásszárú aggófű (Senecio ovatus), zöldes gurgolya (Seseli peucedanoides), változó gurgolya (Seseli varium), (Sideritis montana), piros mécsvirág (Silene dioica), keserű csucsor (Solanum dulcamara), mocsári csorbóka (Sonchus palustris), lisztes berkenye (Sorbus aria), madárberkenye (Sorbus aucuparia), dunai berkenye (Sorbus danubialis), házi berkenye (Sorbus domestica), déli berkenye (Sorbus graeca), szirti gyöngyvessző (Spiraea media), posványcsillaghúr (Stellaria uliginosa), kunkorgó árvalányhaj (Stipa capillata), bozontos árvalányhaj (Stipa dasyphylla), pusztai árvalányhaj (Stipa pennata), csinos árvalányhaj (Stipa pulcherrima), hosszúlevelű árvalányhaj (Stipa tirsa), réti ördögharaptafű (Succisa pratensis), közönséges orgona (Syringa vulgaris), őszi margitvirág (Tanacetum parthenium), korábban (Chrysanthemum parthenium), szarvacskás pitypang (Taraxacum erythrospermum), narancsszínű aggófű (Tephroseris aurantiaca), csermelyaggóvirág (Tephroseris crispa), mezei aggófű (Tephroseris integrifolius), fényes borkóró (Thalictrum lucidum), Janka-tarsóka (Thlaspi jankae), erdei borkóró (Thalictrum aquilegiifolium), tőzegpáfrány (Thelypteris palustris), szarvasgyökér (Tordylium maximum), havasi turbolya (Torilis ucranica), bojtorjános tövisperje (Tragus racemosus), gömböskosbor (Traunsteinera globosa), buglyos here (Trifolium diffusum), magyar here (Trifolium pannonicum), nagy nyúlkapor (Trinia ramosissima), rizsgyékény (Typha laxmannii), kis rence (Utricularia australis), közönséges rence (Utricularia vulgaris), fekete áfonya (Vaccinium myrtillus), kétlaki macskagyökér (Valeriana dioica), vékonyzab (Ventenata dubia), sovány veronika (Veronica dillenii), hegyi veronika (Veronica montana), bugás veronika (Veronica paniculata), ostorménfa (Viburnum lantana), cserebükköny (Vicia dumetorum), pilisi bükköny (Vicia sparsiflora), erdei berkipimpó (Waldsteinia geoides), hegyi szirtipáfrány (Woodsia ilvensis), hengeres vasvirág (Xeranthemum cylindraceum).

## Növényfajok listája
A bekezdések címei a növénynemzetségek neveit tartalmazzák.

### Jegenyefenyő(Abies)
- (Abies alba) közönséges jegenyefenyő

### Selyemmályva(Abutilon)
- (Abutilon theophrasti) sárga selyemmályva

### Cickafark(Achillea)
- (Achillea crithmifolia) hegyközi cickafark

### Sisakvirág(Aconitum)
- (Aconitum anthora) méregölő sisakvirág
- (Aconitum vulparia) farkasölő sisakvirág

### Hérics(Adonis)
- (Adonis aestivalis) nyári hérics
- (Adonis vernalis) tavaszi hérics

### Pézsmaboglár(Adoxa)
- (Adoxa moschatellina) európai pézsmaboglár

### Kecskebúza(Aegilops)
- (Aegilops cylindrica) hengeres kecskebúza

### Vadgesztenye(Aesculus)
- (Aesculus hippocastanum) közönséges vadgesztenye

### Párlófű(Agrimonia)
- (Agrimonia procera) szagos párlófű

### Mályvarózsa(Alcea)
- (Alcea pallida) Halvány mályvarózsa

### Palástfű(Alchemilla)
- (Alchemilla glaucescens) szürkészöld palástfű
- (Alchemilla micans) kecses palástfű
- (Alchemilla monticola) közönséges palástfű

### Hagyma(Allium)
- (Allium angulosum) gyíkhagyma
- (Allium marginatum) vöröses hagyma
- (Allium sphaerocephalon) bunkós hagyma

### Parlagfű(Ambrosia)
- (Ambrosia artemisiifolia) ürömlevelű parlagfű

### Gyalogakác(Amorpha)
- (Amorpha fruticosa) cserjés gyalogakác

### Mandula(Amygdalus)
- (Amygdalus nana) törpe mandula

### Gombafű(Androsace)
- (Androsace elongata) cingár gombafű

### Macskatalp(Antennaria)
- (Antennaria dioica) parlagi macskatalp

### Harangláb(Aquilega)
- (Aquilegia vulgaris) közönséges harangláb

### Homokhúr(Arenaria)
- (Arenaria leptoclados) puha homokhúr
- (Arenaria procera) hegyi homokhúr

### Üröm(Artemisia)
- (Artemisia austriaca) selymes üröm

### Kontyvirág(Arum)
- (Arum orientale) keleti kontyvirág

### Kapotnyak(Asarum)
- (Asarum europaeum) kereklevelű kapotnyak

### Selyemkóró(Asclepias)
- (Asclepias syriaca) Közönséges selyemkóró

### Fodorka(Asplenium)
- (Asplenium × alternifolium) hibrid fodorka
- (Asplenium ruta-muraria) kövi fodorka
- (Asplenium septentrionale) északi fodorka
- (Asplenium trichomanes) aranyos fodorka

### Őszirózsa(Aster)
- (Aster amellus) csillagőszirózsa
- (Aster linosyris) aranyfürt
- (Aster sedifolius) réti őszirózsa

### Völgycsillag(Astrantia)
- (Astrantia major) nagy völgycsillag

### Harangcsillag(Asyneuma)
- (Asyneuma canescens) harangcsillag

### Hölgypáfrány(Athyrium)
- (Athyrium filix-femina) erdei hölgypáfrány

### Sziklaiternye(Aurinia)
- (Aurinia saxatilis) szirti sziklaiternye

### Sédbúza(Avenella)
- (Avenella flexuosa) erdei sédbúza

### Seprűfű(Bassia)
- (Bassia laniflora) homoki seprűfű

### Nyír(Betula)
- (Betula pendula) közönséges nyír

### Holdruta(Botrychium)
- (Botrychium lunaria) kis holdruta

### Rozsnok(Bromus)
- (Bromus ramosus) ágas rozsnok

### Gyöngyköles(Buglossoides)
- (Buglossoides purpurocaerulea) erdei gyöngyköles

### Buvákfű(Bupleurum)
- (Bupleurum affine) vöröslő buvákfű
- (Bupleurum praealtum) tejelő buvákfű
- (Bupleurum rotundifolium) kereklevelű buvákfű

### Nádtippan(Calamagrostis)
- (Calamagrostis canescens) dárdás nádtippan

### Pereszlény(Calamintha)
- (Calamintha sylvatica) erdei pereszlény

### Mocsárhúr(Callitriche)
- (Callitriche palustris) tavaszi mocsárhúr

### Gólyahír(Caltha)
- (Caltha palustris) mocsári gólyahír

### Gomborka(Camelina)
- (Camelina microcarpa) vetési gomborka

### Harangvirág(Campanula)
- (Campanula cervicaria) halvány harangvirág

### Kakukktorma(Cardamine)
- (Cardamine amara) keserű kakukktorma

### Bogáncs(Carduus)
- (Carduus collinus) magyar bogáncs
- (Carduus crispus) fodros bogáncs

### Sás(Carex)
- (Carex acuta) éles sás
- (Carex buekii) bánsági sás
- (Carex elongata) nyúlánk sás
- (Carex hordeistichos) árpasás
- (Carex humilis) törpe sás
- (Carex michelii) sárgás sás
- (Carex panicea) muharsás
- (Carex paniculata) bugás sás
- (Carex pendula) lecsüngő sás
- (Carex pseudocyperus) villás sás
- (Carex remota) ritkás sás
- (Carex rostrata) csőrös sás
- (Carex vesicaria) hólyagos sás

### Bábakalács(Carlina)
- (Carlina acaulis) szártalan bábakalács

### Szeklice(Carthamus)
- (Carthamus tinctorius) sáfrányos szeklice

### Forrásperje(Catabrosa)
- (Catabrosa aquatica) vízi forrásperje

### Ördögbocskor(Caucalis)
- (Caucalis platycarpos) tüskés ördögbocskor

### Ostorfa(Celtis)
- (Celtis occidentalis) nyugati ostorfa

### Imola(Centaurea)
- (Centaurea macroptilon) tollas imola
- (Centaurea montana) hegyi imola
- (Centaurea sadleriana) Sadler-imola
- (Centaurea solstitialis) sáfrányos imola
- (Centaurea triumfettii) Triumfetti-imola

### Madársisak(Cephalanthera)
- (Cephalanthera damasonium) fehér madársisak
- (Cephalanthera longifolia) kardos madársisak
- (Cephalanthera rubra) piros madársisak

### Fejvirág(Cephalaria)
- (Cephalaria transsylvanica) mezei fejvirág

### Madárhúr(Cerastium)
- (Cerastium dubium) sziki madárhúr

### Meggy(Cerasus)
- (Cerasus fruticosa) csepleszmeggy
- (Cerasus mahaleb) sajmeggy

### Szeplőlapu(Cerinthe)
- (Cerinthe minor) közönséges szeplőlapu

### Zanót(Chamaecytisus)
- (Chamaecytisus austriacus) buglyos zanót
- (Chamaecytisus hirsutus) borzas zanót

### Élesmosófű(Chrysopogon)
- (Chrysopogon gryllus) élesmosófű

### Aszat(Cirsium)
- (Cirsium arvense) mezei aszat
- (Cirsium canum) szürke aszat
- (Cirsium eriophorum) gyapjas aszat
- (Cirsium oleraceum) halovány aszat
- (Cirsium palustre) mocsári aszat
- (Cirsium pannonicum) magyar aszat
- (Cirsium vulgare) közönséges aszat

### Késeiperje(Cleistogenes)
- (Cleistogenes serotina) késeiperje

### Iszalag(Clematis)
- (Clematis alpina) havasi iszalag
- (Clematis integrifolia) réti iszalag
- (Clematis recta) felálló iszalag

### Dudafürt(Colutea)
- (Colutea arborescens) pukkanó dudafürt

### Szarkaláb(Consolida)
- (Consolida orientalis) keleti szarkaláb
- (Consolida regalis) mezei szarkaláb

### Keltike(Corydalis)
- (Corydalis cava) odvas keltike
- (Corydalis pumila) törpe keltike
- (Corydalis solida) ujjas keltike

### Madárbirs(Cotoneaster)
- (Cotoneaster integerrimus) szirti madárbirs
- (Cotoneaster matrensis) pannon madárbirs
- (Cotoneaster niger) fekete madárbirs

### Zörgőfű(Crepis)
- (Crepis biennis) réti zörgőfű
- (Crepis praemorsa) fürtös zörgőfű
- (Crepis setosa) Serteszőrös zörgőfű
- (Crepis tectorum) Hamvas zörgőfű

### Magvasodró(Crupina)
- (Crupina vulgaris) közönséges magvasodró

### Birs(Cydonia)
- (Cydonia oblonga) birs

### Ebnyelvűfű(Cynoglossum)
- (Cynoglossum hungaricum) magyar ebnyelvűfű
- (Cynoglossum officinale) közönséges ebnyelvűfű

### Boroszlán(Daphne)
- (Daphne mezereum) farkasboroszlán

### Csenkesz(Festuca)
- (Festuca altissima) erdei csenkesz
- (Festuca amethystina) lila csenkesz
- (Festuca pallens) deres csenkesz
- (Festuca pseudodalmatica) sziklai csenkesz

### Bibircsvirág(Gymnadenia)
- (Gymnadenia conopsea) szúnyoglábú bibircsvirág

### Mahónia(Mahonia)
- (Mahonia aquifolium) közönséges mahónia

### Csormolya(Melampyrum)
- (Melampyrum barbatum) szakállas csormolya
- (Melampyrum cristatum) taréjos csormolya

### Salamonpecsét(Polygonatum)
- (Polygonatum verticillatum) pávafarkú salamonpecsét

### Boglárka(Ranunculus)
- (Ranunculus illyricus) selymes boglárka
- (Ranunculus lanuginosus) gyapjas boglárka
- (Ranunculus pedatus) villás boglárka

### Bodza(Sambucus)
- (Sambucus racemosa) fürtös bodza

### Aranyvessző(Solidago)
- (Solidago virga-aurea) közönséges aranyvessző

### Budavirág(Spergularia)
- (Spergularia rubra) piros budavirág

### Meténg(Vinca)
- (Vinca herbacea) pusztai meténg
- (Vinca minor) kis meténg

### Ibolya(Viola)
- (Viola alba) fehér ibolya
- (Viola pumila) réti ibolya
- (Viola suavis) kékes virágú keleti ibolya
- (Viola tricolor) háromszínű árvácska[4][5]